# كيلي دولفر
كيلي دولفر (بالهولندية: Kelly Dulfer) مواليد 21 مارس 1994 في سخيدام، هي لاعبة كرة يد هولندية تلعب كظهير أيسر. مثلت منتخب هولندا لكرة اليد للسيدات. شاركت في دورة الألعاب الأولمبية الصيفية سنة 2016. حققت المركز الثاني في بطولة العالم لكرة اليد للسيدات 2015.

## سجل المنافسة
شاركت في البطولات التالية:
- الألعاب الأولمبية الصيفية 2016
- بطولة العالم لكرة اليد للسيدات 2013
- بطولة العالم لكرة اليد للسيدات 2015
- بطولة أوروبا لكرة اليد للسيدات 2014
- بطولة أوروبا لكرة اليد للسيدات 2016

## الميداليات
| الميدالية | المسابقة                            |
| --------- | ----------------------------------- |
| فضية      | بطولة العالم لكرة اليد للسيدات 2015 |
| فضية      | بطولة أوروبا لكرة اليد للسيدات 2016 |

## روابط خارجية
- كيلي دولفر على موقع الاتحاد الدولي لكرة اليد (الإنجليزية)
- كيلي دولفر على موقع الاتحاد الأوروبي لكرة اليد (الإنجليزية)
- كيلي دولفر على موقع اللجنة الأولمبية الدولية (الإنجليزية)
- كيلي دولفر على موقع أوليمبيديا (الإنجليزية)
- كيلي دولفر على موقع تيم أن.أل (الهولندية)